# Francisco Romero Palomeque

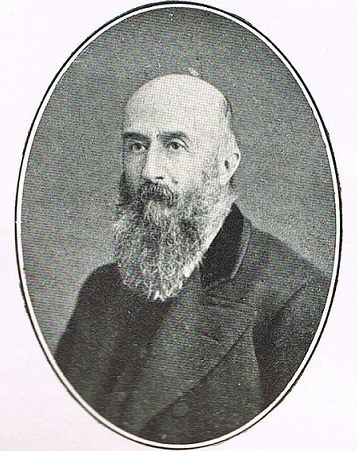
Brigadier Francisco de Paula Romero Palomeque (1811-1880)

Francisco de Paula Romero Palomeque (Sevilla, 4 de diciembre de 1811-Hinojosa del Duque, 17 de mayo de 1880) fue un militar español del arma de caballería, apodado tras la campaña de Marruecos (1859-1860), como Mil hombres.

## Vida y familia
Fueron sus padres Pablo Romero Carrasquillo, II conde de Monteagudo, nacido en Sevilla, y su esposa Lorenza Palomeque, natural de Hinojosa del Duque.
Casó en primeras nupcias en Bilbao en 1840 con Facunda Belloqui Laraudo. Tuvieron dos hijos: 
- Adolfo Romero Belloqui, marino, y
- Francisco Romero Belloqui, militar y al enviudar de Cristina Castillejos Gómez-Bravo, se ordenó sacerdote.

En segundas nupcias, en 1857 contrajo matrimonio con María de los Ángeles Balmaseda y Gómez-Bravo. Tuvieron cuatro hijos, de los que dos sobrevivieron: 
- Pablo Romero Balmaseda, casado con Francisca Fernández de Córdova, y
- Jacinta Romero Balmaseda (1861-1910), nacida en Cabeza del Buey que tomó los hábitos de la Orden Concepcionista; fue abadesa del convento de Hinojosa del Duque.

## Carrera militar
Afiliado al carlismo en 1835, combatió en la I Guerra Carlista, organizando en 1838 el escuadrón "Príncipe de Asturias". Alcanzó el empleo de comandante. No estampó su firma en el Convenio de Vergara (1839),  causando baja del ejército.
En 1843, se reincorpora en el ejército de Andalucía, ejerciendo el cargo de comandante militar de Ronda entre 1844 y 1851. Se atribuye a Romero Palomeque la captura del bandido Manuel Flores, alias Caparrota, en 1845 en la Sierra Bermeja, cerca de Gaucín.
En 1852 es destinado a Sevilla, donde toma el mando del Regimiento de Caballería número 16.
Como brigadier, fue nombrado comandante de la segunda Brigada de Lanceros, creada para la campaña de África. Tomó activa parte en las cargas de caballería de 1860, donde se distringuió por su heroísmo en el mando de la carga ejecutada el 23 de enero de 1860. La división de caballería estaba mandada por Félix Alcalá Galiano, Marqués de San Juan de Piedras Albas, con dos brigadas, la segunda brigada estaba compuesta por
- 2 escuadrones del Regimiento Farnesio
- 1 escuadrón del Regimiento Santiago
- 1 escuadrón del Regimiento Villaviciosa
- La fuerza de artillería compuesta de 3 escuadrones a caballo con 12 piezas

Recibió la gran cruz de la Real Orden de Isabel la Católica, la Medalla de África, la gran cruz de la Real y Militar Orden de San Hermenegildo, etc.
Relata Pedro Antonio de Alarcón, en su Diario de un testigo de la guerra de África, que el poeta Eugenio Quijano, recibió un premio llamado "Flor de Oro" en un certamen literario. Al abrir el pliego con el nombre ignorado del autor, éste renunciaba al premio en pro de un oficial que se hubiera distinguido por un hecho de armas en la guerra de Marruecos. El general en jefe del Ejército expedicionario confirió el premio al Brigadier Romero Palomeque. (Tomo I. Nota 8).
Por sus gestas heroicas recibió el apodo de Mil hombres.